# Kilian Ludewig
Kilian Ludewig (Amburgo, 5 marzo 2000) è un calciatore tedesco, difensore del Petrolul Ploiești.

## Caratteristiche tecniche
È un terzino destro.

## Carriera
Cresciuto nel settore giovanile del RB Lipsia, nel giugno 2018 è stato acquistato dal Salisburgo che lo ha impiegato per due stagioni nella squadra satellite del Liefering. Il 9 gennaio 2020 è stato ceduto in prestito al Barnsley per sei mesi dove ha collezionato 22 presenze nella seconda divisione inglese. Il 5 ottobre seguente è passato allo Schalke 04 fino al termine della stagione.

## Statistiche

### Presenze e reti nei club
Statistiche aggiornate al 20 giugno 2020.
| Stagione         | Squadra          | Campionato       | Campionato | Campionato | Coppe nazionali | Coppe nazionali | Coppe nazionali | Coppe continentali | Coppe continentali | Coppe continentali | Altre coppe | Altre coppe | Altre coppe | Totale | Totale | Totale |
| Stagione         | Squadra          | Comp             | Pres       | Reti       | Comp            | Pres            | Reti            | Comp               | Pres               | Reti               | Comp        | Pres        | Reti        | Pres   | Reti   |        |
| ---------------- | ---------------- | ---------------- | ---------- | ---------- | --------------- | --------------- | --------------- | ------------------ | ------------------ | ------------------ | ----------- | ----------- | ----------- | ------ | ------ | ------ |
| 2018-2019        | Liefering        | 1L               | 18         | 1          | CA              | 0               | 0               |                    | -                  | -                  |             | -           | -           | 18     | 1      |        |
| 2019-gen. 2020   | Liefering        | 1L               | 10         | 0          | CA              | 0               | 0               |                    | -                  | -                  |             | -           | -           | 10     | 0      |        |
| Totale Liefering | Totale Liefering | Totale Liefering | 28         | 1          |                 | 0               | 0               |                    | -                  | -                  |             | -           | -           | 28     | 1      |        |
| gen.-lug. 2020   | Barnsley         | FLC              | 18         | 0          | FACup+CdL       | 0               | 0               |                    | -                  | -                  |             | -           | -           | 18     | 0      |        |
| set.-ott. 2020   | Barnsley         | FLC              | 4          | 0          | FACup+CdL       | 0+3             | 0               |                    | -                  | -                  |             | -           | -           | 7      | 0      |        |
| Totale Barnsley  | Totale Barnsley  | Totale Barnsley  | 22         | 0          |                 | 3               | 0               |                    | -                  | -                  |             | -           | -           | 25     | 0      |        |
| 2020-2021        | Schalke 04       | BL               | 6          | 0          | CG              | 2               | 0               |                    | -                  | -                  |             | -           | -           | 8      | 0      |        |
| Totale carriera  | Totale carriera  | Totale carriera  | 57         | 1          |                 | 5               | 0               |                    | -                  | -                  |             | -           | -           | 62     | 1      |        |